# Koi ni ochiru toki
Koi ni ochiru toki (jap. 恋に落ちるとき) – pierwszy japoński album studyjny południowokoreańskiej grupy Infinite, wydany 5 czerwca 2013 roku przez wytwórnię Woollim Entertainment i Universal D. Został wydany w dwóch wersjach: regularnej i limitowanej.
Płytę promowały single „BTD (Before the Dawn)”, „Be Mine” i „She’s Back”. Album osiągnął 1 pozycję w rankingu Oricon i pozostał na liście przez 7 tygodni, sprzedał się w nakładzie 75 895 egzemplarzy.

## Lista utworów
| Nr  | Tytuł                               | Słowa                                                  | Muzyka                                    | Czas |
| --- | ----------------------------------- | ------------------------------------------------------ | ----------------------------------------- | ---- |
| 1.  | "Welcome To Our Dream"              |                                                        | Ahn Jun-sung                              | 1:09 |
| 2.  | "Man in Love"                       | Mye Hanai                                              | Han Jae-ho, Lee Chang-hyun, Kim Seung-soo | 3:17 |
| 3.  | "TO-RA-WA"                          | Shinichi Yasuoka, Tetsuro Honda, Hiroshi Shimizu (Rap) | Hitchhiker                                | 3:08 |
| 4.  | "Tic Toc"                           | midori.                                                | J.Yoon                                    | 3:33 |
| 5.  | "Timeless" (Woohyun solo)           | Yumiko                                                 | J.Yoon                                    | 4:32 |
| 6.  | "Be Mine"                           | TAIKI, CUE, Yumiko, Lotus Juice (Rap)                  | Han Jae-ho, Kim Seung-soo                 | 3:27 |
| 7.  | "Crying" (Infinite H feat. Becky♪♯) | Yumiko                                                 | Pe2ny, J-sus, Musikacase                  | 4:08 |
| 8.  | "Because" (Sunggyu solo)            | Yumiko                                                 | JH                                        | 3:53 |
| 9.  | "BTD (Before The Dawn)"             | Shinichi Yasuoka, Hiroshi Shimizu (Rap)                | Han Jae-ho, Kim Seung-soo                 | 3:04 |
| 10. | "She's Back"                        | Yumiko                                                 | Han Jae-ho, Kim Seung-soo                 | 3:16 |
| 11. | "Tsubasa" (jap. 翼)                 | midori.                                                | J.Yoon                                    | 3:13 |
| 12. | "Julia"                             | Yumiko                                                 | Han Jae-ho, Kim Seung-soo                 | 3:30 |

## Notowania
| Lista                            | Pozycja |
| -------------------------------- | ------- |
| Oricon Weekly Album Chart        | 1       |
| Oricon Monthly Album Chart       | 6       |
| Oricon Yearly Album Chart (2013) | 80      |